# From Russia with Love (roman)
From Russia with Love is het vijfde boek van Ian Fleming over James Bond, uitgebracht in 1957. De Nederlandse titel is Veel liefs uit Moskou. Het is ook uitgebracht onder de alternatieve titel De moordkuil van het hart.

## Verhaal
From Russia With Love begint in de Sovjet-Unie waar de organisatie SMERSH beslist James Bond te elimineren om henzelf weer op de kaart te zetten, als wraak voor de agenten Le Chiffre en Mr. Big. SMERSH's belangrijkste Executioner Donovan 'Red' Grant krijgt de orders Bond te elimineren en er met de Britse SPEKTOR-machine vandoor gaan. Hiervoor krijgt Kolonel Rosa Klebb de orders de Russische klerk Tatiana Romanova te gebruiken voor het plan. Romanova krijgt de orders van Klebb om Bond naar Istanboel te lokken door te doen alsof ze verliefd op hem is zodat zij hem kan helpen daar de SPEKTOR terug te stelen. Ze vertellen haar echter niet dat er doden zullen vallen.
Bond wordt door M naar Istanboel gestuurd om Tatiana te gebruiken zodat hij de SPEKTOR in handen kan krijgen. Eenmaal in Istanboel ontmoet hij zijn contact Dakro Kerim Bey. Als Bond 's avonds met Kerim Bey naar een zigeunerkamp gaat, worden ze echter aangevallen door de Bulgaarse moordenaar Krillencu. Maar als Krillencu zich eenmaal terugtrekt wil Kerim Bey wraak en vermoordt Krillencu een dag later.
Bond ontmoet later Tatiana en ondervraagt haar meteen over de SPEKTOR. Als Bond Tatiana eenmaal heeft overgehaald overhandigt zij Bond de SPEKTOR en ontsnappen met de (Simplon-)Oriënt Express. Wat ze niet weten is dat Red Grant ook aan boord is.
Bond ontmoet later Red Grant aan boord van de trein. Hij doet alsof hij aan Bonds kant staat. Bond ontdekt echter later dat hij voor SMERSH werkt en dat hij Kerim Bey vermoord heeft. Grant heeft de orders gekregen Bond en Tatiana te elimineren en er met de SPEKTOR vandoor te gaan. Als Bonds einde in zicht lijkt weet hij een gevecht aan te gaan met Grant en het te winnen door hem neer te schieten.
Later komen Bond en Tatiana veilig aan in Parijs met de SPEKTOR, waar Rosa Klebb nog een laatste poging doet Bond te elimineren en de machine te stelen. Het blijkt dat Klebb gewapend is met dodelijk gif. Het eindigt uiteindelijk met een cliffhanger waar Bond vergiftigd wordt door Klebb.

## Verschillen tussen het boek en de film
- SPECTRE heeft de rol van SMERSH overgenomen. Zij spelen de Russen en Britten tegen elkaar uit, waardoor de plot wat complexer is geworden. Morzeny kwam niet voor in de roman.
- Om verwarring te voorkomen met SPECTRE is de naam van de Spektor verandert in Lektor.
- In de roman volgt en helpt Red Grant Bond niet in Istanboel. Ook heette hij in de roman Donovan Grant en niet Donald Grant. In de film wordt hij neergestoken en gewurgd. In de roman doodgeschoten.
- In de roman bezorgt Tatiana Bond de Spektor. In de film moet de Lektor met een listige aanval gestolen worden. In de roman bombardeerde Kerim Beys familie de Russische ambassade uit wraak voor Kerims dood.
- De scènes met de vrachtwagen, helikopter en speedboten komen in het boek niet voor.
- In de film mislukt Klebs poging om Bond te vergiftigen en wordt ze door Tatiana gedood in Venetië, in plaats van gearresteerd in Parijs.
- René Mathis komt in de film niet voor.
- Kronsteen sterft niet in de roman.

## Aanpassingen

### Videospel
In 2005 is er door Electronic Arts een spel van het boek gemaakt voor de PlayStation 2 en Nintendo GameCube. Dit spel bevat de stem van Sean Connery, hoofdrolspeler in de gelijknamige film.

### Film
In 1963 werd er een film van From Russia with Love gemaakt, geproduceerd door Albert R. Broccoli en Harry Saltzman. Dit is de tweede film in de officiële James Bondreeks.